# Paolo da Firenze
Paolo da Firenze, Paulus de Florentia, Magister Dominus Paulus Abbas de Florentia (ur. około 1355 we Florencji, zm. po 20 września 1436 tamże) – włoski kompozytor i teoretyk muzyki.

## Życiorys
Wiadomości na jego temat pochodzą ze źródeł pośrednich i są nie do końca pewne. Błędnie identyfikowany był z opatem klasztoru S. Andrea de Pozzo koło Arezzo, towarzyszącym kardynałowi Angelu Acciaiolemu w podróży do Rzymu w 1404 roku oraz z zakonnikiem kamedulskim z klasztoru Badia del Sasso koło Arezzo, wzmiankowanym w 1419 roku. Pochodził z ubogiej rodziny, przypuszczalnie około 1380 roku wstąpił do zakonu benedyktynów. Przydawany mu w źródłach przydomek Tenorista wskazuje, że musiał być uznanym śpiewakiem. Od 1401 do 1433 roku pełnił funkcję opata klasztoru S. Martino al Pino koło Arezzo. W latach 1420–1427 był rektorem hospicjum Orbatello przy kościele Santissima Annunziata we Florencji, w 1419 i 1423 roku pełnił ponadto funkcję legata papieskiego przy kościele Santa Maria degli Angeli.

## Twórczość
Był czołowym obok Francesca Landiniego kompozytorem włoskim przełomu XIV i XV wieku. Z jego kompozycji zachowało się 11 madrygałów, 22 ballaty i 2 utwory o charakterze religijnym. Reprezentował nurt zachowawczy, co przejawia się w przewadze ilościowej form ballatowych nad madrygałami. We wcześniejszych kompozycjach, znacznie prostszych w formie, nawiązywał do tradycji włoskiego trecenta. Utwory z okresu późniejszego reprezentują styl francuski. Ponadto był autorem zachowanego w rękopisie traktatu teoretycznego Ars ad adiscendum contrapunctum.
W Kodeksie Squarcialupi umieszczono portret kompozytora, jednak 17 kart, na których miały znaleźć się jego kompozycje, pozostało pustych.